# Liste des personnages de Blade Runner

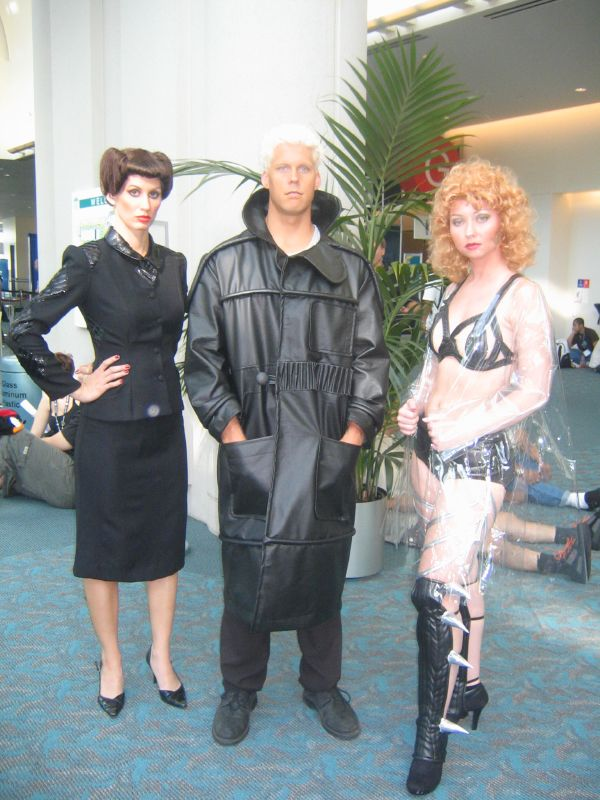
Personnes déguisées en réplicants du film Blade Runner à la Comic-Con 2007. De gauche à droite, les personnages de Rachael, de Roy Batty et de Zhora.

 (mai 2023).
Si vous disposez d'ouvrages ou d'articles de référence ou si vous connaissez des sites web de qualité traitant du thème abordé ici, merci de compléter l'article en donnant les références utiles à sa vérifiabilité et en les liant à la section « Notes et références ».
Pour un article plus général, voir Blade Runner (film).
Cette liste détaille les personnages du film Blade Runner réalisé par Ridley Scott, sorti en 1982.

## Rick Deckard
Interprété par Harrison Ford et doublé par Richard Darbois en VF.
Rick Deckard est un « Blade Runner », un membre spécial chargé de la traque de réplicants indésirables pour la police de Los Angeles. Quand ils sont déclarés illégaux, c'est aux Blade Runners de chasser puis de « retirer » ces androïdes.
Au début du film, il est rappelé de sa retraite pour s'occuper d’un groupe de six réplicants renégats particulièrement intelligents arrivés sur Terre en piratant une navette. Deckard, qui avait donné sa démission à la suite de la sortie des « Nexus 3 » qu'il trouvait déjà « trop doux, trop humains » pour les traquer, n'a pas très envie de reprendre le travail ; il n'a pas vraiment le choix.
Il a été marié et est désormais divorcé.
Ce personnage est le stéréotype des détectives de thrillers.
Son nom évoque fortement celui du philosophe français René Descartes, dont les travaux affirment un dualisme radical entre l'âme et le corps, et refusent d'accorder à l'animal la faculté de penser. Ces questions font écho aux réflexions sous-jacentes au film de Ridley Scott.

### Deckard est-il un réplicant?
Dans le roman Les androïdes rêvent-ils de moutons électriques ?, Rick Deckard est un humain. Le doute s'insinuant en lui, c'est très ouvertement qu'il se pose la question, avec un collègue Blade Runner, de la possibilité d'être eux-mêmes des réplicants à leur insu, et de ce qu'ils feraient s'ils le découvraient.
Le film est beaucoup plus ambigu sur ce sujet, laissant planer cette éventualité de façon subtile.
Rick Deckard est l’antihéros dans Blade Runner, appelé pour « retirer » les réplicants. Bien que la « nature » des personnages soit clairement explicitée, celle de Deckard laisse circonspects les spectateurs.  Certains se posent la question de savoir s'il est ou non un réplicant.
Dans la version du réalisateur (c'est-à-dire la deuxième version), un plan supplémentaire montrant Deckard qui rêve d'une licorne courant dans une forêt, semble indiquer qu'il est un réplicant : son rêve récurrent est connu de Gaff (dont Deckard découvre l'origami de licorne à la fin du film) alors qu'il ne lui en a pas parlé, comme s'il l'avait lu dans un fichier de la police. Cela est confirmé par une interview du réalisateur Ridley Scott datant de 2000.
De même, le piano de Deckard est recouvert de vieilles photos, ce qui rappelle cette manie des réplicants de se constituer ainsi le semblant d'une « vie familiale. »
Autre point, un bref reflet rouge dans l'œil de Rick Deckard est visible à 97 minutes et 45 secondes dans la version du réalisateur.
Harrison Ford maintient que Deckard est humain ; Hampton Fancher, scénariste original, indique qu'il n'a pas écrit ce rôle comme celui d'un réplicant. De plus, des erreurs de script sèment le doute : Bryant indique dans le dialogue qu'il y a six  réplicants. Le sixième (Mary) a été enlevé au montage de la version sortie au cinéma.
Concrètement, la nature de Deckard dépend de la version qui est visionnée : il semble humain dans la version « originale », plus édulcorée, qui se termine forcément bien. La version du réalisateur donne beaucoup d'indices semant le doute sur sa nature (y compris pour Deckard lui-même) et suggérant qu'il puisse être un « réplicant », sans pour autant apporter de réponse franche.

## Roy Batty
Roy Batty est le chef du groupe de réplicants NEXUS-6 renégats, évadés d'une colonie spatiale en tuant plusieurs personnes, puis volant une navette de transport pour se rendre sur Terre. C'est un être très intelligent, rusé et habile, et un excellent combattant, qui peine à apprendre comment gérer ses émotions humaines naissantes. Dans le roman Les androïdes rêvent-ils de moutons électriques ?, son nom est orthographié « Roy Baty ».
Il mène son groupe sur Terre à la recherche d'un moyen d’accroître leur durée de vie, qui est de quatre années. Au fur et à mesure de cette quête, ses compagnons sont éliminés par le policier Blade Runner Deckard. Batty reste le dernier de son groupe en vie.
Le groupe tente de se rapprocher d'Eldon Tyrell, leur créateur. Batty parvient à le rencontrer chez lui à la Tyrell Corporation par l'intermédiaire du généticien J.F. Sebastien. Après avoir compris qu'il ne pourrait pas améliorer son état ni celui de ses compagnons, Batty le « fils prodigue » (comme l'appelle Tyrell, louant ses réalisations) tue son « père » ainsi que Sebastien.
Quand Deckard retrouve Batty au domicile de Sebastien, et élimine sa compagne, la réplicante Pris (dernière survivante avec lui), Roy, après une lutte à cache-cache avec le Blade Runner, lui sauve la vie in extremis alors qu'il allait chuter du haut de l'immeuble, le remontant à bout de bras sur le toit. Son espérance de vie étant épuisée, Batty passe ses derniers instants à déclamer à Deckard son « monologue des larmes dans la pluie » avant de succomber. Il montre ainsi au moins autant d'empathie, voire de spiritualité, que les humains qui cherchent à le tuer.
Une hypothèse intéressante est que, avant sa mort, Roy veut reproduire le maximum d'émotions humaines. En sauvant Deckard de la mort, il parvient à ressentir de la pitié et de l'empathie. Ironie du destin, Roy Batty meurt en 2019, tout comme son interprète Rutger Hauer.

## Bryant
Interprété par M. Emmet Walsh
Bryant est le capitaine du département de détection des réplicants rebelles (Rep-Detect) de la police de Los Angeles. Il a pour charge de s'assurer de leur « retrait ». Son meilleur Blade Runner actuel est blessé et à l'hôpital. 
Les six réplicants rebelles étant adroits et déterminés, il demande de l'aide à Rick Deckard, le meilleur Blade Runner qu'il ait jamais vu, même s'il est retiré du service actif. Usant de coercition, il oblige Deckard à se mettre à la poursuite des réplicants.

## Hannibal Chew
Interprété par James Hong
Hannibal Chew travaille pour la Tyrell Corporation. Il crée des yeux artificiels pour les réplicants. Dans le film, il reçoit la visite de Roy et de Leon dans son laboratoire. En tant que concepteur pour Tyrell, Hannibal a conçu les yeux de réplicants. Ceux-ci veulent découvrir qui pourrait leur permettre de pénétrer à l'intérieur de la société Tyrell. Se retrouvant sans protection à -18 °C, il est peu probable que Chew ait survécu à la rencontre.

## Gaff
Interprété par Edward James Olmos
Gaff est un personnage mystérieux. Comme Deckard, c'est un Blade Runner de la police. Il parle en cityspeak, sabir créé pour le film à partir de différentes langues. C'est lui qui vient « arrêter » Deckard sur ordre de Bryant pour l'obliger à reprendre du service, et qui semble le surveiller, plus encore que le seconder, au cours de sa traque des réplicants.
Très différent de Deckard par son comportement et par sa manière de s'habiller, ses origamis ou ses déclarations laconiques sont autant de commentaires subtils au sujet de Deckard.

## Dave Holden
Interprété par Morgan Paull
Holden est le Blade Runner qui sonde les nouveaux employés de la Tyrell Corporation. Il se doute que les réplicants échappés tenteront d'infiltrer la compagnie. Il sous-estime la nouvelle série « Nexus 6 » de réplicants. Il semble que même le test Voight-Kampff ne suffise plus à détecter ces modèles trop perfectionnés.
Alors qu'il faisait passer le test à Léon, l'un des six réplicants en fuite, Holden se fait tirer dessus et est laissé pour mort. Il survit à ses blessures.
Il existe deux scènes supprimées dans le film, dans lesquelles Holden et Deckard sont à l'hôpital. Celles-ci, n'apportant rien à l'histoire, sont coupées au montage.

## Leon Kowalski
Interprété par Brion James
Leon accompagne Roy Batty à la recherche d'un accroissement de leur durée de vie.
Son intelligence est réputée inférieure à celle de Roy — est-ce parce qu'il recourt souvent à la violence ?
Le policier Blade Runner Holden est sa première victime dans la cavale ; Leon le blesse grièvement par balles lors d'un test Voight-Kampff.
Sans une intervention extérieure, il aurait également pu éliminer le protagoniste de l'histoire, à mains nues cette fois :
Leon, témoin de la mort de Zhora, est abattu par Rachel d'une balle dans la tête alors qu'il est sur le point de tuer Deckard.

## Taffy Lewis
Interprété par Hy Pyke
Taffy Lewis est le propriétaire du « Taffy's Snake Pit Bar », un bar de danseuses « exotiques », où même la meilleure société semble venir s'encanailler. Lewis répugne à collaborer avec la police et sait jouer des faiblesses ordinaires des fonctionnaires pour dissiper ces désagréments : un verre d'alcool suffit à détourner les questions gênantes de Deckard.

## Pris
Interprétée par Daryl Hannah
Pris est un « modèle de plaisir » créé pour le divertissement. Elle se montre capable de manipuler des hommes comme J.F. Sebastian. 
Pris est également la « petite amie » du réplicant Roy Batty.

## Rachael
Interprétée par Sean Young
Son nom est orthographié « Rachael » dans la version originale et « Rachel » dans la version française.
Rachael a une chevelure brune et de grands yeux très maquillés ; son allure stricte, sa démarche raide et ses vêtements très structurés masquant courbes et rondeurs sont comme un rappel-clin d'œil du réalisateur à sa nature d'androïde.
C'est le dernier « prototype » d'Eldon Tyrell, qui a découvert un problème avec les Nexus 6 : ils commencent à développer leurs propres émotions et conséquemment à se rebeller contre leur condition d'esclave. Tyrell pense que c'est parce qu'ils n'ont aucun repère pour analyser et pour canaliser leurs émotions naissantes. En implantant de faux souvenirs dans leur mémoire, il croit qu'ils feront mieux face aux situations nouvelles, seront davantage contrôlables et moins dangereux.
Rachael a ainsi reçu les souvenirs de Sarah, la nièce de Tyrell, pour lui permettre de se croire humaine à part entière et en aucun cas un réplicant. Cependant, Tyrell reconnaît devant Deckard qu'elle suspecte sa vraie nature avant d'être soumise au test de Voight-Kampff.
Quand Rachael apprend la vérité, Tyrell ignore la détresse de sa créature. Elle se tourne alors vers Rick Deckard, qui est censé la « retirer ». Il tombe amoureux d'elle.
Alors que Gaff aurait pu tuer Rachael, il laisse juste sa carte de visite à l'appartement de Deckard pour montrer qu'il est passé.

## J.F. Sebastien
Interprété par William Sanderson.
Son nom est orthographié « Sebastian » dans la version originale et « Sebastien » dans la version française.
J.F. Sebastien est généticien à la Tyrell Corporation. Souffrant du « syndrome de Mathusalem » (qui rappelle les symptômes les plus apparents, sauf la faible taille, de la progéria, ou Syndrome de Hutchinson-Gilford), sa peau prématurément ridée le fait paraître plus âgé que ses vingt-cinq ans réels. Il vit en solitaire avec des « jouets » perfectionnés qu'il a lui-même créés, certains étant manifestement des prototypes grotesques de réplicants. Les voisins de son appartement de l'immeuble Bradbury sont pratiquement tous partis pour les colonies (dont il est exclu, du fait de sa maladie génétique).
Il apprécie les échecs auxquels il joue avec le Dr Eldon Tyrell. Une partie d'échec servira de prétexte à Roy pour rencontrer ce dernier et entraînera la perte des deux joueurs. Car après avoir tué Tyrell, Roy tuera aussi le malheureux Sebastien.

## Eldon Tyrell
Interprété par Joe Turkel
Le Dr. Eldon Tyrell est le génie qui a créé les réplicants, produits utilisés comme esclaves dans les colonies, et qui font la fortune de sa société, la Tyrell Corporation. Roy Batty, grâce à J.F. Sebastian, parvient à rencontrer Tyrell : alors que ce dernier met fin définitivement à son espoir d'une vie plus longue, Roy lui donne le baiser de la mort et lui écrase la tête entre ses mains.

## Zhora
Interprétée par Joanna Cassidy
Le réplicant Zhora faisait vivre tout le groupe de « Nexus 6 » par son travail de danseuse exotique au bar de Taffey Lewis. Traquée par Deckard, qu'une écaille de son serpent a mis sur sa piste, elle se rend compte qu'il est vraiment dangereux.
Le 9 février 2018, Zhora a été réentraînée dans le but de servir d'assassin politique. Elle aurait pu se débarrasser aisément de Deckard mais l'arrivée de témoins pendant leur bagarre la force à fuir. Il la poursuit et l'abat dans le dos. Leon assiste à la scène sans pouvoir intervenir.

## Sarah Tyrell
La nièce du Dr. Eldon Tyrell est juste citée dans le film comme la détentrice originelle des souvenirs de Rachael. Elle n'a que seize ans à l'époque.

## Hodge
Bryant rapporte que Hodge a été tué par un champ électrique en tentant de s'introduire dans la Tyrell Corporation : il n'apparaît jamais à l'écran.

## Mary
Mary est le « sixième réplicant ». Ce personnage a été retiré du script pour des raisons budgétaires, ce qui a occasionné de nombreuses spéculations sur la possibilité que Rick Deckard soit ce sixième réplicant. Les différentes versions du film ont elles aussi contribué à cette ambiguïté.
Elle devait être interprétée par l'actrice Stacey Nelkin.

## Herman Schlect
Le Dr. Herman Schlect est le vice-président de la Tyrell Corporation.